# Manuel González García
Manuel González García (25. února 1877, Sevilla – 4. ledna 1940, Madrid) byl španělský římskokatolický duchovní, biskup z Palencia, zakladatel kongregace Eucharistických misijních sester z Nazareta. Katolická církev jej uctívá jako světce.

## Život

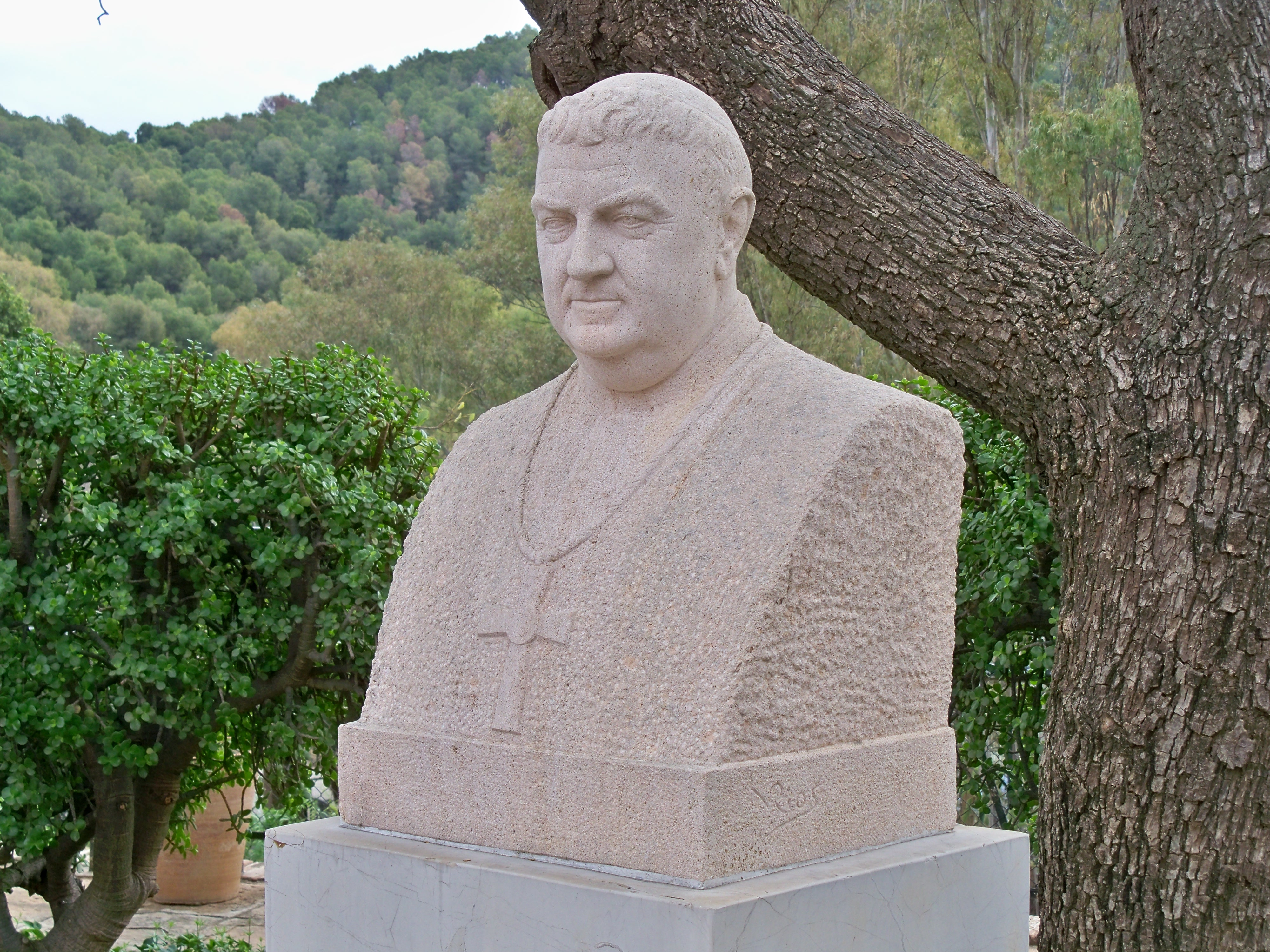
Jeho busta v Málaze

Narodil se dne 25. února 1877 v Seville jako čtvrtý z pěti dětí rodičům Martínu Gonzálezi Lara a Antonii Garcíi. Jeho rodiče pocházeli z města Antequera.

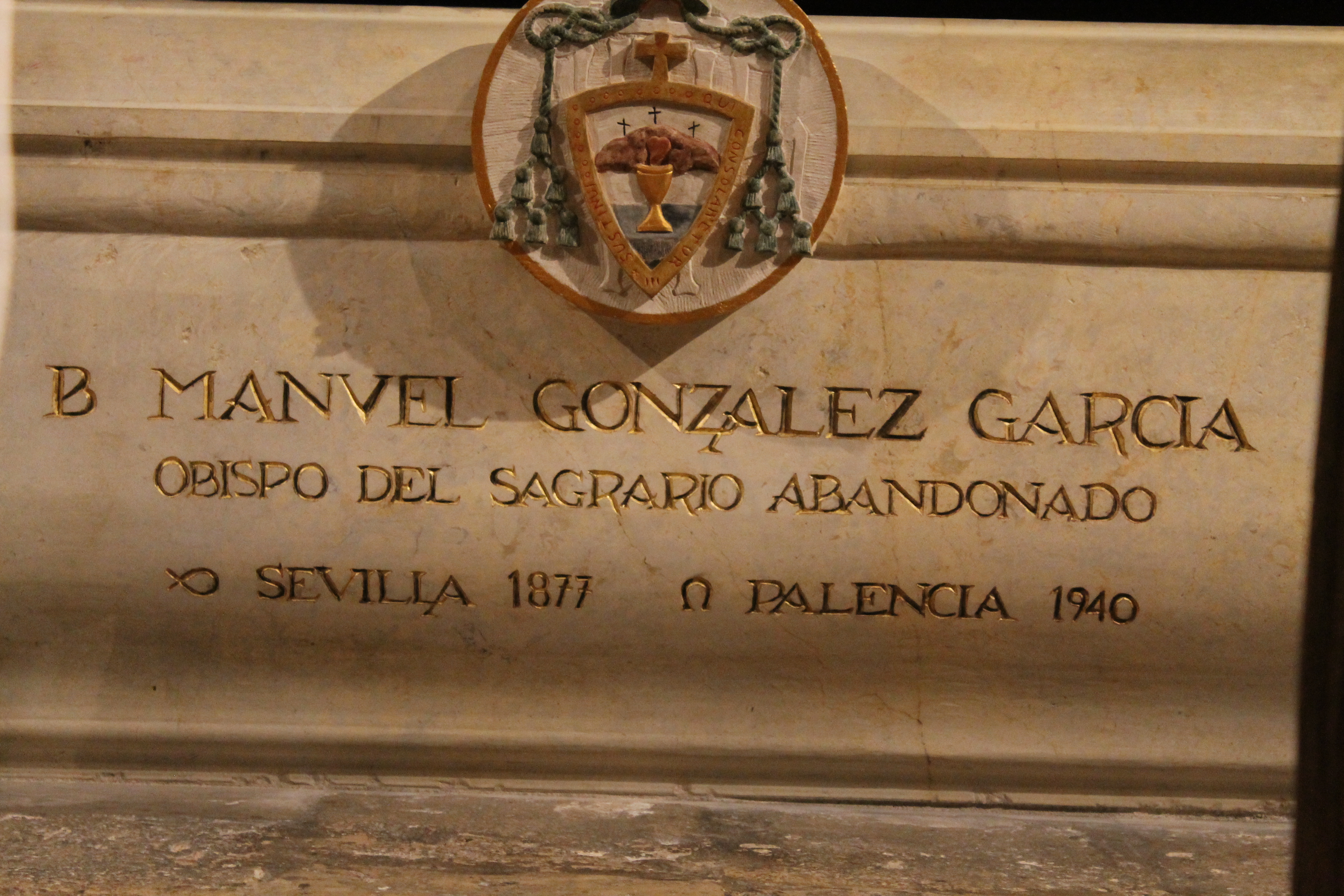
Hrobka bl. Manuela Gonzáleze García v Palencii

V dětství byl členem hudebního sboru katedrály Panny Marie v Seville. Roku 1889 se přihlásil do kněžského semináře v Seville. Zde byl pro své výsledky velmi vážený. Později získal doktorát z teologie.
Roku 1900 přijal podjáhenské svěcení. Dne 11. června 1901 byl vysvěcen na jáhna. Kněžské svěcení přijal dne 21. září 1901 v Seville rukou arcibiskupa a pozdějšího kardinála bl. Marcela Spínola y Maestre. Svoji primiční mši svatou sloužil dne 29. září 1901.
Po svém vysvěcení se nejprve účastnil lidových misií v Palomares del Río. Dále působil jako kaplan v hospici, vedeném řeholními sestrami. Poté působil nejprve jako farní vikář a později jako farář v Huelvě. Jako farář byl velmi oblíbený. Měl velkou oddanost eucharistii.

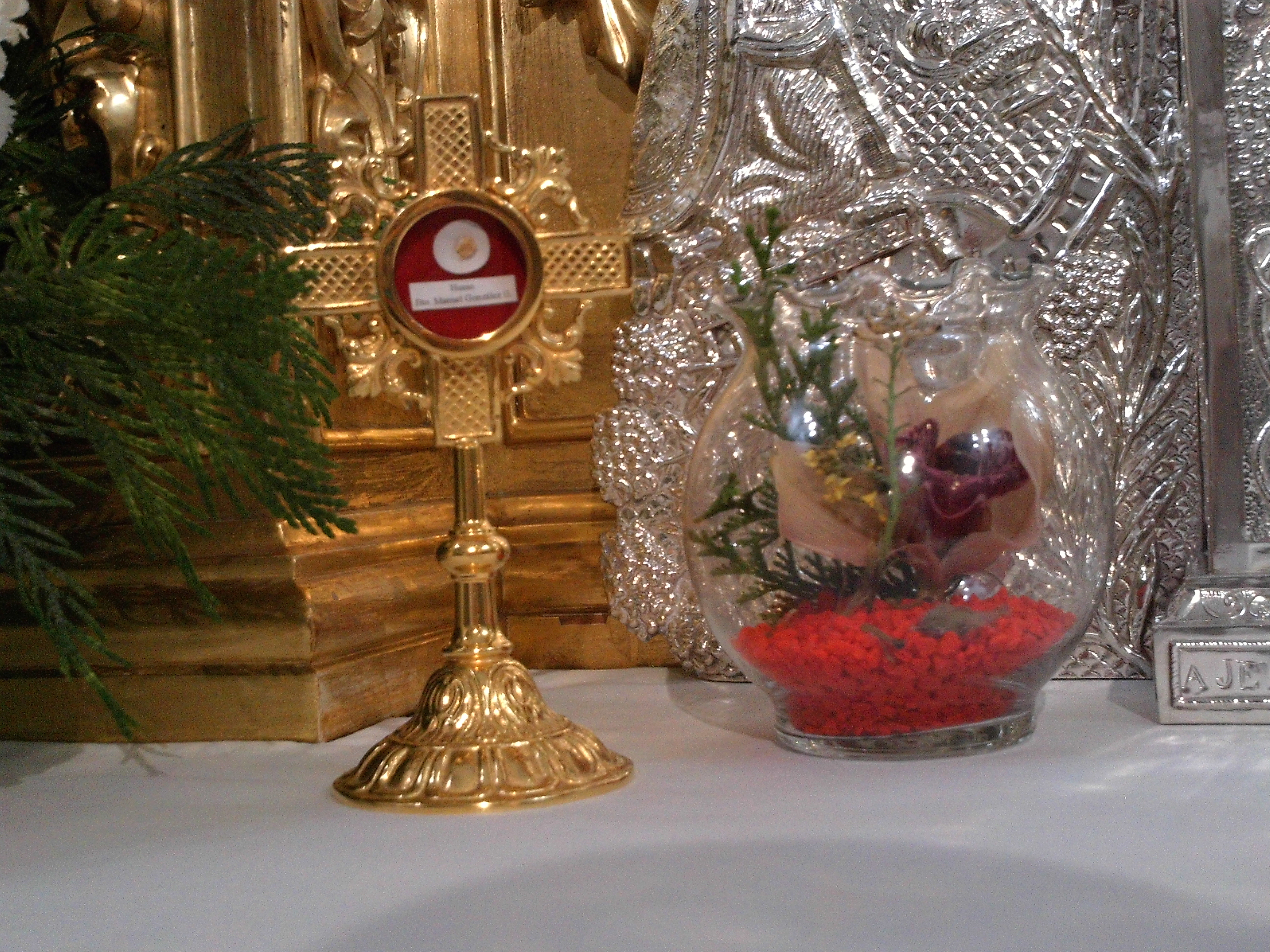
Relikviář s relikvií bl. Manuela Gonzáleze García

Dne 4. března 1910 založil eucharistické náboženské hnutí, které se začalo rozrůstat. Dne 28. listopadu 1912 se na soukromé audienci setkal s papežem sv. Piem X., který velmi ocenil jeho aktivity ohledně propagování eucharistické úcty.
Papež Benedikt XV. jej dne 6. prosince 1915 jmenoval pomocným biskupem diecéze Málaga a titulárním biskupem olympské diecéze. Na biskupa byl vysvěcen dne 16. ledna 1916 španělským primasem, arcibiskupem a kardinálem Enriquem Almaraz y Santos. Spolusvětitely byli biskupové Leopoldo Eijo a Garay a Francisco Javier de Irastorza y Loinaz.

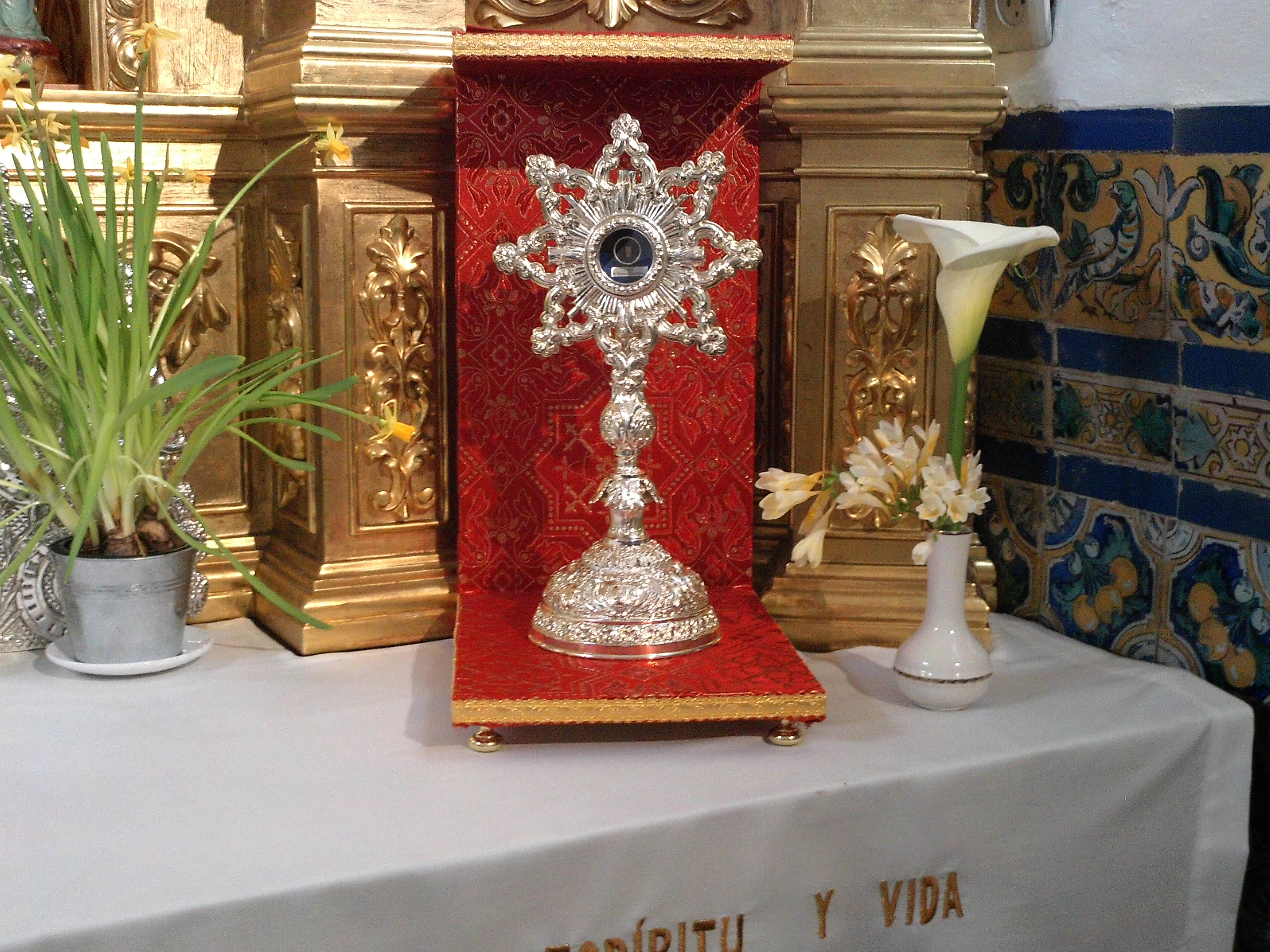
Relikviář s relikvií bl. Manuela Gonzáleze García

Dne 22. března 1920 byl papežem Benediktem XV. jmenován biskupem diecéze Málaga. Dne 3. května 1921 založil ženskou řeholní kongregaci Eucharistických misijních sester z Nazareta. Založil také další neřeholní katolické hnutí, jehož hlavním posláním byla úcta k eucharistii. Během Rífské války organizoval pomoc pro lidi zasažené válkou. Dne 27. října 1922 byl přijat na audienci u papeže Pia XI.
Dne 5. srpna 1935 jej papež Pius XI. jmenoval biskupem diecéze Palencia. téhož roku byl uveden do úřadu.
Roku 1939 onemocněl během návštěvy v Zaragoze, načež byl hospitalizován Madridu. V Madridu také dne 4. ledna 1940 zemřel. Pohřben byl do katedrály sv. Antolina v Palencii.

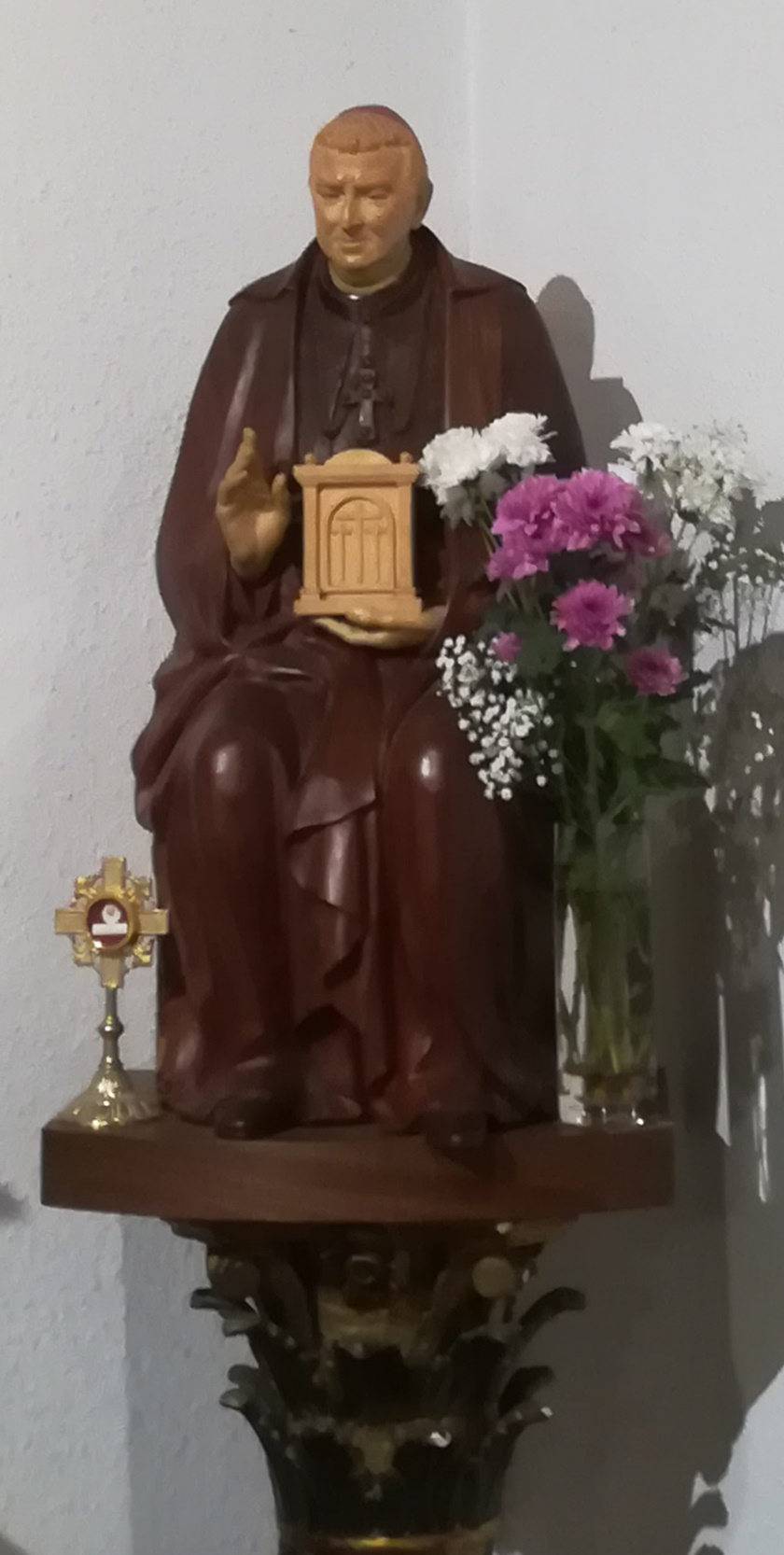
Jeho soška v Sevilli

## Úcta
Jeho beatifikační proces započal dne 31. července 1981, čímž obdržel titul služebník Boží. Dne 6. dubna 1998 jej papež sv. Jan Pavel II. podepsáním dekretu o jeho hrdinských ctnostech prohlásil za ctihodného. Dne 29. prosince 1999 by uznán první zázrak na jeho přímluvu, potřebný pro jeho blahořečení.
Blahořečen pak byl dne 29. dubna 2001 na Svatopetrském náměstí papežem sv. Janem Pavlem II. Dne 3. března 2016 byl uznán druhý zázrak na jeho přímluvu, potřebný pro jeho svatořečení. Svatořečen pak byl spolu s několika dalšími světci dne 16. října 2016 na Svatopetrském náměstí papežem Františkem.
Jeho památka je připomínána 4. ledna. Bývá zobrazován v biskupském oděvu a někdy s eucharistickým svatostánkem, jelikož se před ním často modlil. Je patronem diecéze Palencia, jím založené kongregace Eucharistických misijních sester z Nazareta a dalších dvou jím založených katolických hnutí.